# Thomas Bergamelli
Thomas Bergamelli (Trescore Balneario, 17 agosto 1973) è un ex sciatore alpino italiano specializzato nello slalom speciale, nello slalom gigante e nel carving, vincitore di tre Coppe del Mondo di carving.
È fratello di Sergio, Giancarlo e Norman, a loro volta sciatori alpini di alto livello.

## Biografia
Esordì in campo internazionale ai Mondiali juniores di Maribor 1992 e gareggiò in Coppa del Mondo tra il 1994 e il 2000, per un totale di 35 gare (18 slalom speciali, 17 giganti). Soltanto tre volte, tuttavia, riuscì ad andare a punti, con due 20º e un 23º posto, tutti in slalom gigante. In carriera non prese parte né a rassegne olimpiche né iridate.
A partire dal 2005 si dedicò prevalentemente alla Coppa del Mondo di carving, ottenendo numerose vittorie e tre Coppe generali; la sua ultima gara fu la prova di carving disputata il 13 marzo 2011 ad Abetone, vinta da Bergamelli.

## Palmarès

### Coppa del Mondo
- Miglior piazzamento in classifica generale: 119º nel 1998

### Coppa del Mondo di sci carving
- Vincitore della Coppa del Mondo di carving nel 2009, nel 2010 e nel 2011[2]
- 21 podi:
  - 13 vittorie
  - 6 secondi posti
  - 2 terzi posti

#### Coppa del Mondo di carving - vittorie
| Data             | Località              | Paese   |
| ---------------- | --------------------- | ------- |
| 10 dicembre 2005 | Sestriere             | Italia  |
| 5 aprile 2009    | Plan de Corones       | Italia  |
| 30 gennaio 2010  | Bardonecchia          | Italia  |
| 31 gennaio 2010  | Bardonecchia          | Italia  |
| 6 febbraio 2010  | Roccaraso             | Italia  |
| 21 febbraio 2010 | Białka Tatrzańska     | Polonia |
| 7 marzo 2010     | Malcesine Monte Baldo | Italia  |
| 13 marzo 2010    | Sauze d'Oulx          | Italia  |
| 4 dicembre 2010  | Sestriere             | Italia  |
| 5 dicembre 2010  | Sestriere             | Italia  |
| 30 gennaio 2011  | Bardonecchia          | Italia  |
| 12 marzo 2011    | Abetone               | Italia  |
| 13 marzo 2011    | Abetone               | Italia  |

### Campionati italiani
- 2 medaglie[5]:
  - 1 oro (slalom speciale nel 2002)
  - 1 bronzo (slalom speciale nel 1998)